# Oribotritiidae
Oribotritiidae zijn  een familie van mijten. Bij de familie zijn 11 geslachten met circa 190 soorten ingedeeld.